# Xã Larimore, Quận Grand Forks, Bắc Dakota
Xã Larimore (tiếng Anh: Larimore Township) là một xã thuộc quận Grand Forks, tiểu bang Bắc Dakota, Hoa Kỳ. Năm 2010, dân số của xã này là 117 người.